# Agreste (géographie)

Les sous-régions du Nord-est du Brésil :
Meio-norte
Sertão
Agreste
Zone forestière

Pour les articles homonymes, voir Agreste (homonymie).
L'agreste désigne une zone géographique étroite de transition entre le sertão et la forêt côtière dans la région du Nord-est du Brésil.
Les États concernés sont le Rio Grande do Norte, le Paraíba, le Pernambuco, l'Alagoas, le Sergipe et l'état de Bahia.
La végétation y est peu dense et de petite taille (combretacées, légumineuses et cactacées).
L'ensemble sertão et agreste forment le biome connu sous le nom de caatinga.